# Debate Copleston-Russell
El debate Copleston-Russell es un intercambio sobre la existencia de Dios entre Frederick Copleston y Bertrand Russell transmitido en el tercer programa de la BBC el 28 de enero de 1948 y nuevamente en abril de 1959. El debate se centra en dos puntos: los argumentos metafísicos y morales a favor de la existencia de Dios. Según Graham Oppy y Nick Trakakis, los argumentos utilizados en este debate tipificarían los argumentos presentados por teístas y ateos en la segunda mitad del siglo XX, siendo el enfoque de Russell utilizado a menudo por los ateos a finales del siglo XX.
Un texto de la transmisión solicitado por Michael Polanyi apareció en el último número de otoño de 1948 de la revista Humanitas, A University Quarterly. Esto fue reimpreso en la edición británica de Por qué no soy cristiano y otros ensayos sobre religión y temas relacionados de Russell (1957) y en numerosas antologías desde entonces.

## Descripción general
En el debate radiofónico de la BBC de 1948 entre Bertrand Russell y Frederick Copleston, la posición de Copleston era que la existencia de Dios podía probarse filosóficamente. La posición de Russell era la de un agnóstico (en el sentido en que tanto él como Copleston entendían el término), ya que pensaba que no se podía probar la inexistencia de Dios. Si Russell era agnóstico o ateo es una cuestión que ya había abordado en 1947. Al hablar con colegas filósofos, había dicho que se identificaría como agnóstico. Pero para "el hombre corriente de la calle" se identificaría como ateo, ya que pensaba que el Dios cristiano no tenía más probabilidades de existir que los dioses de la antigua Grecia y no pensaba que ninguno de los dos fuera "lo suficientemente probable como para merecer una consideración seria".

Copleston argumentó que la existencia de Dios puede probarse a partir de la contingencia, y pensó que sólo la existencia de Dios daría sentido a la experiencia moral y religiosa del ser humano:
Primero, que la existencia de Dios puede ser probada filosóficamente, mediante un argumento metafísico; segundo, que sólo la existencia de Dios da sentido a la experiencia moral y a la experiencia religiosa del hombre [...] Con respecto al argumento metafísico, aparentemente estamos de acuerdo en que lo que llamamos mundo consiste sencillamente en seres contingentes. Es decir, en seres carentes de razón para su propia existencia. Usted dice que la serie de acontecimientos no necesita explicación: yo digo que, si no hubiera un ser necesario, un ser que tuviera que existir y no pudiera dejar de existir, no existiría nada. El carácter infinito de la serie de seres contingentes, aun probado, no conduciría a nada. Hay algo que existe; por lo tanto tiene que haber algo que explique este hecho, un ser que esté al margen de la serie de seres contingentes. Si usted hubiera admitido esto, podríamos haber discutido si ese ser es personal, bueno, etc. [...] el problema de la existencia de Dios es un problema existencial mientras que el análisis lógico no trata directamente los problemas de la existencia.
Russell, sin embargo, encontró ambos argumentos poco convincentes. Sostuvo que el argumento de Copleston sobre la contingencia es una falacia y que existen mejores explicaciones para nuestra experiencia moral y religiosa:
[Y]o digo que el universo simplemente existe, eso es todo. [...] en cuanto al argumento metafísico: no admito las connotaciones del término «contingente» o la posibilidad de explicación en el sentido del padre Copleston. Creo que la palabra «contingente» inevitablemente sugiere la posibilidad de algo que no tendría lo que llamaría usted el carácter accidental de existir simplemente, y no creo que esto sea verdad excepto en el sentido puramente causal. A veces se puede dar una explicación causal de algo diciendo que es el efecto de otra cosa, pero esto es sólo referir una cosa a otra y no hay –a mi entender– explicación alguna en el sentido del padre Copleston, ni tiene sentido tampoco llamar «contingentes» a las cosas, porque no podrían ser de otra manera. [...] no puedo atribuir origen divino a la obligación moral en este sentido que creo que puede explicarse fácilmente de otras muchas maneras.